# Trachysmatis
Trachysmatis é um gênero de traça pertencente à família Arctiidae.